# Anubieion
Das Anubieion war ein bedeutender, ptolemäisch-römischer Tempelbezirk für den Gott Anubis, am Hang des Wüstenabbruchs von Sakkara.
Der Bereich war von einer 250 × 250 m weiten Ziegelumwallung umgeben und befand sich östlich der Pyramide des Teti und nördlich des Bubasteions. Der Tempelbezirk war von einem mit vielen Kultstätten flankierten Aufweg des Serapeums durchzogen. Im Südwesten befand sich eine hochgelegene Plattform mit den Resten des Anubis-Tempels. Die Kammerwände der Substruktionen waren mit Bes-Figuren aus Lehm modelliert. Zudem besaß der Bezirk eine Hundenekropole sowie Verwaltungs- und Wohnungsbauten.